# Marie Yovanovitch
Marie Louise Yovanovitch (en ucraïnès: Марі Йованович, Mari Iovànovitx; Montreal, Quebec, 11 de novembre de 1958) és una funcionària i diplomàtica estatunidenca. Es feu famosa a l'octubre del 2019 arran del seu àntic càrrec d'ambaixadora dels Estats Units a Ucraïna sota la presidència de Donald Trump. Va ser nomenada 9a ambaixadora dels Estats Units a Kíiv el 18 de maig de 2016 per a substituir-hi Geoff Pyatt. Fou foragitada del seu càrrec el 20 de maig del 2019. Anteriorment havia estat ambaixadora al Kirguizstan del 20 de novembre de 2004 al 4 de febrer de 2008 i a Armènia de l'1 d'agost de 2008 al mes de juny de 2011.